# Concert du nouvel an 1964 à Vienne
Le concert du nouvel an 1964 de l'orchestre philharmonique de Vienne, qui a lieu le 1er janvier 1964, est le 24e concert du nouvel an donné au Musikverein, à Vienne, en Autriche. Il est dirigé pour la 10e fois consécutive par le chef d'orchestre autrichien Willi Boskovsky.
Johann Strauss II y est toujours le compositeur principal, mais son frère Josef est représenté avec six pièces, et leur père Johann clôt le concert avec sa célèbre Marche de Radetzky. C'est aussi la première fois qu'une œuvre d'Eduard Strauss, benjamin de la fratrie, est interprétée lors d'un concert du nouvel an au Musikverein. Par ailleurs, Josef Lanner y est entendu pour la quatrième fois consécutive avec une autre valse, l'une des deux pièces sur les dix-huit au total jouées pour la première fois au concert du nouvel an.

## Programme
Les pièces suivies d'un astérisque (*) sont jouées pour la première fois.

### Première partie
1. Johann Strauss II : Voix du printemps, valse, op. 410
2. Josef Strauss : Heiterer Muth, polka française, op. 281
3. Josef Strauss : Ohne Sorgen, polka rapide, op. 271
4. Joseph Lanner : Die Schönbrunner, valse, op. 200*
5. Johann Strauss II : Marche égyptienne, marche, op. 335
6. Josef Strauss : Plappermäulchen, polka rapide, op. 245
7. Johann Strauss II : Histoires de la forêt viennoise, valse, op. 325

### Deuxième partie
1. Josef Strauss : Sphärenklänge, valse, op. 235
2. Johann Strauss II : Auf der Jagd, polka rapide, op. 373
3. Johann Strauss II : Im Krapfenwald’l, polka française, op. 336
4. Josef Strauss : Eingesendet, polka rapide, op. 240
5. Johann Strauss II : Liebeslieder, valse, op. 114
6. Johann Strauss II : Neue Pizzicato-Polka, polka, op. 449
7. Eduard Strauss : Bahn frei, polka rapide, op. 45*
8. Johann Strauss II : Banditen-Galopp, galop, op. 378

### Rappels
1. Josef Strauss : Auf Ferienreisen, polka rapide, op. 133
2. Johann Strauss II : Le Beau Danube bleu, valse, op. 314
3. Johann Strauss : Marche de Radetzky, marche, op. 228